# Вентиляційний буфет
Вентиляційний буфет (рос. вентиляционый буфет, англ. fan board, нім. Wetterprelle) — споруда, що огороджує бремсберґ (похил) від попадання в нього повітря з відкаточного штреку. Споруджується у вигляді стінки з деревини, цегли, бетону або цілика вугілля (породи).
Шахтарі також інколи називають їх дросельними стінами. Використовуються для запобігання змішування свіжого та відпрацьованого повітря у шахті.